# Славутська волость
Славутська волость — адміністративно-територіальна одиниця Ізяславського повіту Волинської губернії з центром у містечку Славута. 
Наприкінці ХІХ ст. до складу волості увійшла уся територія ліквідованої Барбарівської волості (6 поселень), внаслідок чого територія збільшилася удвічі. Натомість до Жуківської волості відійшло село Губальці.
Станом на 1886 рік складалася з 5 поселень, 5 сільських громад. Населення — 4516 осіб (2269 чоловічої статі та 2247 — жіночої), 494 дворових господарства.
|                     | Площа, десятин | У тому числі орної, десятин |
| ------------------- | -------------- | --------------------------- |
| Сільських громад    | 3190           | 2246                        |
| Приватної власності | 9820           | 501                         |
| Іншої власності     | 191            | 63                          |
| Загалом             | 13201          | 2810                        |

Поселення волості:
- Славута — колишнє власницьке містечко при річці Горинь, 1813 осіб, 236 дворів, волосне правління (25 верст від повітового міста); православна церква, костел, кирха, синагога, 5 єврейських молитовних будинів, школа, лікарня, 5 постоялих дворів, гостинний двір із 76 лавками, базар по неділях, 3 водяних млини, суконна та паперова фабрики, свічний, пивоварний та чавуноливарний заводи. За 2 версти - станція залізниці. За 5 верст - черепичний завод.
- Вачів — колишнє власницьке село, 421 особа, 44 двори, школа, постоялий двір.
- Губальці — колишнє власницьке село, 287 осіб, 31 двір, школа, постоялий будинок.
- Миньківці — колишнє власницьке село, 1181 особа, 134 двори, православна церква, школа, постоялий будинок, цегельний завод.
- Улашанівка — колишнє власницьке село, 321 особа, 40 дворів, православна церква, школа, постоялий будинок.